# Hexafenylethan
Hexafenylethan je hypotetický uhlovodík odvozený od ethanu nahrazením všech atomů vodíku fenylovými funkčními skupinami. Dosud (2016) se jej však nepodařilo připravit.